# Atletica leggera alla XXIX Universiade - 800 metri piani femminili
Gli 800 metri piani femminili alla XXIX Universiade si sono svolti dal 23 al 25 agosto 2017.

## Podio
| Oro     | Rose Mary Almanza Cuba |
| Argento | Olga Liakhova Ucraina  |
| Bronzo  | Docus Ajok Uganda      |

## Risultati

### 1º turno
Passano alle semifinali le prime tre atlete di ogni batteria (Q) e le quattro atlete con i migliori tempi tra le escluse (q).
| Posizione | Batteria | Nome                       | Nazione      | Tempo   | Note                                     |
| --------- | -------- | -------------------------- | ------------ | ------- | ---------------------------------------- |
| 1         | 1        | Rose Mary Almanza          | Cuba         | 2:03.78 | Q                                        |
| 2         | 1        | Docus Ajok                 | Uganda       | 2:04.14 | Q                                        |
| 3         | 1        | Georgia Griffith           | Australia    | 2:04.17 | Q                                        |
| 4         | 3        | Olga Liakhova              | Ucraina      | 2:04.47 | Q                                        |
| 5         | 3        | Bianka Kéri                | Ungheria     | 2:04.51 | Q                                        |
| 6         | 3        | Amela Terzić               | Serbia       | 2:04.51 | Q                                        |
| 7         | 3        | Natalia Evangelidou        | Cipro        | 2:04.56 | q                                        |
| 8         | 1        | Irene Baldessari           | Italia       | 2:04.96 | q                                        |
| 9         | 1        | Dihia Haddar               | Algeria      | 2:05.07 | q,                                       |
| 10        | 4        | Adelle Tracey              | Regno Unito  | 2:05.78 | Q                                        |
| 11        | 4        | Jenna Westaway             | Canada       | 2:05.80 | Q                                        |
| 12        | 4        | Christina Hering           | Germania     | 2:05.80 | Q                                        |
| 13        | 3        | Rachel Aubry               | Canada       | 2:06.08 | q                                        |
| 14        | 4        | Anuscha Nice               | Sudafrica    | 2:06.38 |                                          |
| 15        | 3        | Dagmar Olsen               | Danimarca    | 2:08.94 | Miglior prestazione personale stagionale |
| 16        | 4        | Louise Jørgensen           | Danimarca    | 2:10.59 | Miglior prestazione personale stagionale |
| 17        | 1        | Julie Mathisen             | Norvegia     | 2:10.72 |                                          |
| 18        | 2        | Charline Mathias           | Lussemburgo  | 2:11.18 | Q                                        |
| 19        | 2        | Paulina Mikiewicz-Łapińska | Polonia      | 2:11.43 | Q                                        |
| 20        | 2        | Monika Elenska             | Lituania     | 2:11.69 | Q                                        |
| 21        | 2        | Tsepang Sello              | Lesotho      | 2:11.93 |                                          |
| 22        | 2        | Kelly Nevolihhin           | Estonia      | 2:11.96 |                                          |
| 23        | 3        | Faten Laribi               | Algeria      | 2:12.41 |                                          |
| 24        | 1        | Louielyn Pamatian          | Filippine    | 2:17.95 |                                          |
| 25        | 4        | Agnes Amuron               | Uganda       | 2:18.95 |                                          |
| 26        | 4        | Mariama Kamara             | Sierra Leone | 2:54.36 |                                          |
|           | 1        | Eva Kavka                  | Slovenia     | DQ      | R163.3a                                  |
|           | 2        | Bertha Maseka              | Zambia       | DQ      | R163.3a                                  |
|           | 2        | Abike Egbeniyi             | Nigeria      | DNS     |                                          |

### Semifinali
Passano in finale le prime tre atlete di ogni batteria (Q) e le due atlete con i migliori tempi tra le escluse (q).
| Posizione | Batteria | Nome                       | Nazione     | Tempo   | Note |
| --------- | -------- | -------------------------- | ----------- | ------- | ---- |
| 1         | 2        | Rose Mary Almanza          | Cuba        | 2:02.22 | Q    |
| 2         | 2        | Olga Liakhova              | Ucraina     | 2:02.57 | Q    |
| 3         | 2        | Bianka Kéri                | Ungheria    | 2:02.64 | Q    |
| 4         | 1        | Docus Ajok                 | Uganda      | 2:03.13 | Q    |
| 5         | 1        | Georgia Griffith           | Australia   | 2:03.17 | Q    |
| 6         | 2        | Paulina Mikiewicz-Łapińska | Polonia     | 2:03.21 | q,   |
| 7         | 1        | Adelle Tracey              | Regno Unito | 2:03.30 | Q    |
| 8         | 2        | Christina Hering           | Germania    | 2:03.58 | q    |
| 9         | 1        | Charline Mathias           | Lussemburgo | 2:03.59 |      |
| 10        | 1        | Natalia Evangelidou        | Cipro       | 2:03.92 |      |
| 11        | 1        | Jenna Westaway             | Canada      | 2:04.59 |      |
| 12        | 2        | Rachel Aubry               | Canada      | 2:04.79 |      |
| 13        | 2        | Irene Baldessari           | Italia      | 2:05.05 |      |
| 14        | 2        | Dihia Haddar               | Algeria     | 2:05.46 |      |
| 15        | 1        | Amela Terzić               | Serbia      | 2:07.54 |      |
| 16        | 1        | Monika Elenska             | Lituania    | 2:07.62 |      |

### Finale
| Posizione | Nome                       | Nazione     | Tempo   | Note |
| --------- | -------------------------- | ----------- | ------- | ---- |
|           | Rose Mary Almanza          | Cuba        | 2'02"21 |      |
|           | Olga Liakhova              | Ucraina     | 2'03"11 |      |
|           | Docus Ajok                 | Uganda      | 2'03"22 |      |
| 4         | Georgia Griffith           | Australia   | 2'03"52 |      |
| 5         | Adelle Tracey              | Regno Unito | 2'03"72 |      |
| 6         | Bianka Kéri                | Ungheria    | 2'04"00 |      |
| 7         | Paulina Mikiewicz-Łapińska | Polonia     | 2'04"19 |      |
| 8         | Christina Hering           | Germania    | 2'04"76 |      |